# قوش‌تپه (کنگاور)
قوش تپه مربوط به دوران پیش از تاریخ ایران باستان - دوره اشکانیان است و در شهرستان کنگاور، بخش مرکزی، روستای کارخانه واقع شده و این اثر در تاریخ ۵ تیر ۱۳۸۴ با شمارهٔ ثبت ۱۱۹۱۴ به‌عنوان یکی از آثار ملی ایران به ثبت رسیده است.